# コンコルディア (ローマ神話)

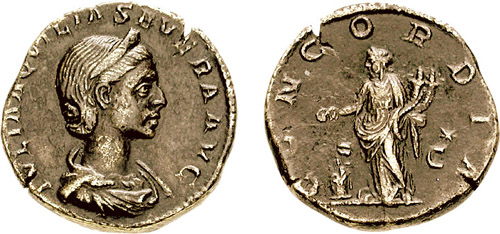
ヘーリオガバルス帝の妻アクィラ・セウェーラの肖像が描かれた硬貨。裏面に献酒杯と2つのコルヌー・コーピアエを持ったコンコルディアが描かれている。

コンコルディア（ラテン語: Concordia）は古代ローマの協調、相互理解、婚姻の調和の女神である。ギリシア神話のハルモニアーに対応しており、ハルモニアー崇拝とディスコルディア崇拝の一部ではコンコルディアをアネリス (Aneris) と同一視する。逆の特性を持つ神をディスコルディア (Discordia) と呼ぶ（ギリシア神話ではエリスに対応）。
コンコルディア・アウグスタ（Concordia Augusta、荘厳な調和）の信仰は皇室にとって特に重要視された。皇帝やその家族によるコンコルディアへの奉納はよく行われた。

## 美術におけるコンコルディア
美術においては、コンコルディアは長い外套をまとって座り、パテラ（献酒杯）、コルヌー・コーピアエ（豊穣の象徴）、カードゥーケウス（平和の象徴）などを持っている姿で描かれる。また、皇室の人間2人と手を繋いで立っている形など両側に人物を従えた姿で描かれることも多い。別の2柱の女神と共に描かれることも多く、パークスとサルース、セークーリタースとフォルトゥーナなどが多い。後者の2柱は安全と幸運を表しており、ヘルクレースとメルクリウスで表すこともある。

## 神殿
最古のコンコルディア神殿は紀元前367年、マルクス・フーリウス・カミッルスがフォルム・ローマーヌムに建設した。古代ローマでコンコルディアを祭った神殿は他に次のものがある（建設年代順）。
- 紀元前304年、アエディーリスのグナエウス・フラーウィウスがコンコルディアの青銅製小神殿を「グラエコスタシス内に」そして「ウゥルカーヌスの神域に」建てた（つまり、コンコルディアの主神殿の近くのグラエコスタシスの上に設置した）。彼の暦出版に憤慨した貴族との和解を祈願するために建てたものだが、元老院はその建設費用を出さないことを議決したため、高利貸しから徴収した罰金を資金とした[4]。紀元前121年、オピーミウスが主神殿を拡張させた際に取り壊された。
- カピトリーヌスの丘の城塞（の東端、コンコルディアの主神殿を見下ろす位置）に建てられたものがある。紀元前218年、プラエトルのルーキウス・マンリウスがガッリア・キサルピーナの自身の軍団内でおきた反乱を鎮圧したことを記念して建てたと見られている[5]。着工は翌年で、紀元前216年2月5日に献堂式が行われた[6]。
- コンコルディア・ノウァ神殿はユーリウス・カエサルがローマ内戦を終結させたことを記念したものである。元老院が紀元前44年に建設を議決したが[7]、実際には建設されなかった可能性もある。
- オウィディウスの『祭暦』VI.637‑638 によれば、リーウィア・ドルーシッラが神殿を建てている ("te quoque magnifica, Concordia, dedicat aede Livia quam caro praestitit ipsa viro")。この神殿についての文献は他に存在しない。Porticus Liviae についての記述がそのすぐ後にあり、神殿がそのポルチコのそばにあったか中にあったと見られる。しかし平面図にある小さな矩形が神殿だったとすると "magnifica" という形容と矛盾する。

ポンペーイーでは、高位の女性神官Eumachiaがコンコルディア・アウグスタに建物を捧げている。